# Jerson Monteiro
Jerson Monteiro est un footballeur angolais, né le 28 avril 1985 à Luanda, Angola.
Il évoluait depuis 2007 avec le club américain du D.C. United avant d'être libéré en mars 2008.

## Clubs
- 2007:  Chicago Fire
- 2007-2008:  D.C. United
- 2008-:  Atlanta Silverbacks